# ミーラーン・シャー
ミーラーン・シャー（ペルシア語: میران شاہ、Miran Shah、1366年 - 1408年）は、ティムール朝の王族。王朝の創始者であるティムールの三男であり、ティムールの側室ミンリチェクを母に持つ。ムガル帝国の創始者バーブルはミーラーン・シャーの玄孫にあたる。

## 生涯
1376年に兄のジャハーンギールが没した後、ティムールはジャハーンギールの妻だったソユン・ベグをミーラーン・シャーの妻とした。1380年にティムールからホラーサーン地方の統治を命じられ、1384年までこの地に駐屯した。1383年にホラーサーンの都市ヘラートの住民がティムールの支配に対して反乱を起こした際、ミーラーン・シャーは反乱の鎮圧にあたり、反徒の頭蓋骨を積み上げて塔を建てた。
1396年までの間、ミーラーン・シャーはティムールが実施する遠征に毎年従軍した。1387年の三年戦役で行われたイラン西部、コーカサスへの遠征の中で、ミーラーン・シャーは黒羊朝が支配するムスとクルディスターンを攻撃する。
1393年からミーラーン・シャーはアゼルバイジャン総督に任命され、この地で善政を敷いた。ティムールがインド遠征から帰還して間もなく、ミーラーン・シャーはティムールに対して反乱を起こした。反乱の原因について、落馬によって精神に異変をきたしたことが原因だと伝えられているが、ミーラーン・シャーはティムールの子孫の中で最年長者であり、チンギス家の王女ソユン・ベグを娶っていることからティムールの後継者を自任しており、孫のムハンマド・スルターンを後継者に指名したティムールの決定に反発したことが反乱の実情であると考えられている。ミーラーン・シャーの反乱の鎮圧をきっかけに、七年戦役と呼ばれる西方での軍事行動が開始される。
ミーラーン・シャーは統治権を取り上げられ、1403年にティムールは西イランをミーラーン・シャーの息子に分配した。ハリール・スルタンにアルメニアとグルジア、ウマルにアゼルバイジャン、アバー・バクルにイラン西部とクルディスターンの統治を命じ、ミーラーン・シャーはアバー・バクルに同行する。ティムールの死後、ハリールが1405年にサマルカンドに入城し、都市に蓄えられた財産を接収した。ハリールはティムール家の王子の中で最年長者であるミーラーン・シャーに後継者の資格があると考え、アゼルバイジャンのミーラーン・シャーの元に使者を送った。ミーラーン・シャーはハリールの呼びかけに応じてマー・ワラー・アンナフルに向かうが、進軍中に異母弟のシャー・ルフの妨害を受けてアゼルバイジャンに引き返した。アバー・バクルの軍隊と合流したミーラーン・シャーは西イランに帰還した後、ソルターニーイェを奪取した。ミーラーン・シャーのかつての領地である西イランでは、ミーラーン・シャーと息子のアバー・バクル、ウマルが互いに争い、ティムール朝の支配を拒む在地の勢力の反撃を防ぐことができなかった。1406年10月にアゼルバイジャンは黒羊朝によって占領され、1407年/08年にミーラーン・シャーとアバー・バクルはアゼルバイジャンの奪回を試みたが、黒羊朝の君主カラ・ユースフに敗北する。
1408年4月にミーラーン・シャーは殺害された。

## 子息
文献による。
- ハリール・スルタン
- アバー・バクル（1409年没）
- ウマル（1407年没）
- スルターン・ムハンマド - アブー・サイードの父